# Шижня (приток Паши)
Шижня — река в России, правый приток Паши, протекает по Тихвинскому и Волховскому районам Ленинградской области. Длина реки — 53 км, площадь водосборного бассейна — 546 км².
Исток — озеро Пустынское в Тихвинском районе. Течёт сперва на юг, до деревни Ладвуши, после чего поворачивает на северо-запад. Принимает крупный правый приток — Пярнуй, после чего поворачивает на запад и протекает через деревни Коськовского сельского поселения: Песчанку, Новинку, Ваньково, Евдокимово, Исаково, Медвежий Двор, Харитоновщину и Саньково.
После Санькова поворачивает на север, пересекает границу Волховского района и впадает в Пашу в правого берега в 60 км от её устья, у деревни Вонга.

## Притоки
(от устья к истоку)
- Садамуй (правый)
- Ригуй (правый)
- В 20 км от устья — Вярьгось (левый)
- Мягруй (левый)
- В 35 км от устья — Пярнуй (правый)
- В 48 км от устья — Сарка (левый)

## Данные водного реестра
По данным государственного водного реестра России относится к Балтийскому бассейновому округу, водохозяйственный участок реки — Свирь, речной подбассейн реки — Свирь (включая реки бассейна Онежского озера). Относится к речному бассейну реки Нева (включая бассейны рек Онежского и Ладожского озера).
Код объекта в государственном водном реестре — 01040100812102000013697.